# Landkreis Waldeck-Frankenberg
Der Landkreis Waldeck-Frankenberg ist eine Gebietskörperschaft mit 155.135 Einwohnern (31. Dezember 2023) im Regierungsbezirk Kassel. Er liegt im westlichen Nordhessen. Die Kreisstadt ist Korbach.
Waldeck-Frankenberg ist geprägt durch eine Mittelgebirgslandschaft mit großen Wäldern und dem Fluss Eder, der bei Waldeck mit dem Edersee den flächenmäßig zweitgrößten Stausee Deutschlands speist. Mit 1.848,70 Quadratkilometern ist er der flächengrößte Landkreis Hessens vor dem Schwalm-Eder-Kreis und dem Vogelsbergkreis. Die beiden größten Städte sind im Nordkreis Korbach und im Südkreis Frankenberg (Eder).

## Geografie

### Lage
Der Landkreis Waldeck-Frankenberg liegt am Übergang des Rheinischen Schiefergebirges ins Hessische Bergland und damit vollständig im Bereich der deutschen Mittelgebirge. Größere Ebenen finden sich im Kreisgebiet nur im Nordosten bei Volkmarsen, in der Kreismitte (Korbacher Hochebene) sowie im oberen (Battenberg und Frankenberg) und unteren (Gemeinde Edertal) Edertal. Die höchste Erhebung ist der 843 m hohe Langenberg im Upland bei Willingen. Daneben sind weitere Mittelgebirge die oberhessischen Anteile am Rothaargebirge bei Battenberg sowie der Burgwald und der Kellerwald.

### Nachbarkreise
Der Landkreis grenzt, im Südwesten beginnend im Uhrzeigersinn, an die Kreise Siegen-Wittgenstein, Hochsauerlandkreis und Höxter (alle in Nordrhein-Westfalen) sowie an die Landkreise Kassel, Schwalm-Eder-Kreis und Marburg-Biedenkopf.

### Gewässer
Die wichtigsten Flüsse sind die Eder, ein Nebenfluss der Fulda, und die Diemel, welche direkt in die Weser mündet. Daneben gibt es noch die Twiste, einen Nebenfluss der Diemel, die Itter und die Orke. Es gibt keine größeren natürlichen Seen im Kreisgebiet, aber mehrere Talsperren, von denen der Edersee die größte ist. Der Diemelsee und der Twistesee spielen ebenfalls eine wichtige Rolle. Fast das gesamte Kreisgebiet entwässert über die Weser in die Nordsee, lediglich im Südosten fließt die Wohra über Ohm, Lahn und Rhein ebenfalls in die Nordsee.

### Wahrzeichen
Wahrzeichen des Landkreises ist das Schloss Waldeck. Es steht auf einem Hügel am Nordostufer des Edersees.

### Korbacher Spalte
Eine geologische Besonderheit ist die Korbacher Spalte, eine 20 Meter tiefe, bis zu 3,50 Meter breite und ca. einen Kilometer lange Erdspalte. Sie ist eine wichtige Fossillagerstätte aus der Permzeit und liegt zwei Kilometer südlich der Korbacher Innenstadt.

### Nationalpark Kellerwald-Edersee
In Waldeck-Frankenberg existiert seit 2004 mit dem Nationalpark Kellerwald-Edersee einer von 14 deutschen Nationalparks und das einzige Schutzgebiet dieser Art in Hessen. Im Jahr 2011 wurde der Nationalpark zudem UNESCO-Weltnaturerbe erklärt. Die Ziele des Nationalparks sind der Schutz der Natur im Nationalpark, weitere Ziele sind Umweltbildung, Erholung, Forschung und Förderung des Tourismus.

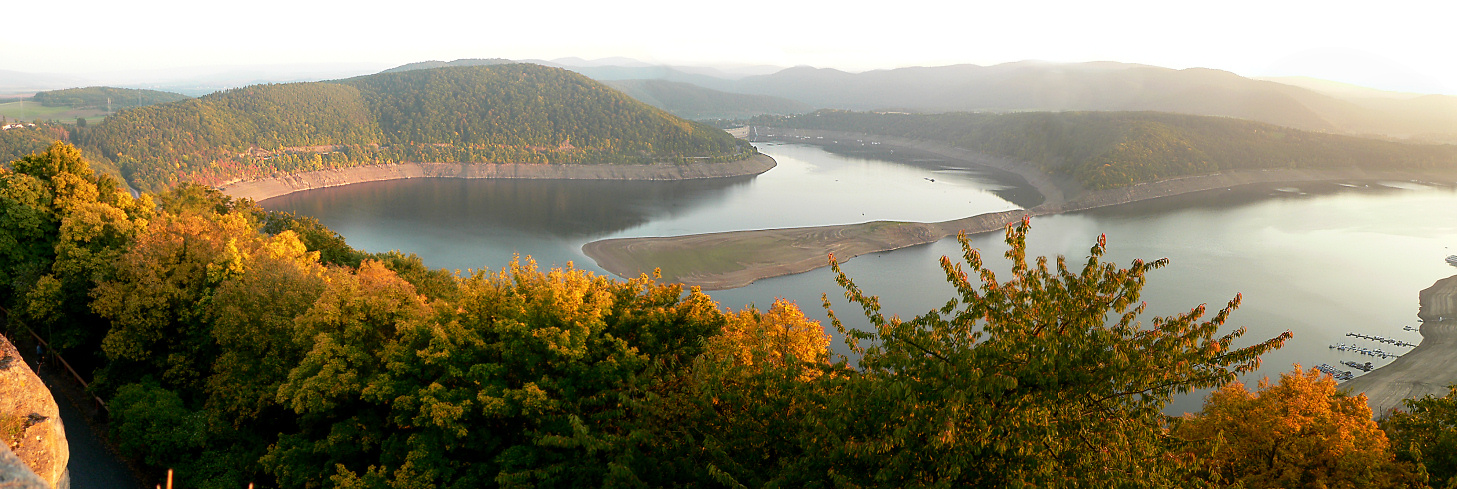
Der Edersee bei Niedrigwasser, Blick vom Schloss Waldeck. Die Staumauer in der Bildmitte hinten.

## Geschichte
Der Landkreis Waldeck-Frankenberg entstand am 1. Januar 1974 im Rahmen der hessischen Gebietsreform. Er wurde gebildet
- aus dem Landkreis Waldeck im Norden bis auf die Stadt Züschen, die in die Stadt Fritzlar im Schwalm-Eder-Kreis eingegliedert wurde
- dem gesamten Landkreis Frankenberg im Süden und
- der Gemeinde Schiffelbach aus dem Landkreis Marburg, die in die Gemeinde Gemünden an der Wohra eingegliedert wurde.[4]

Der größere Landkreis Waldeck entsprach dem Hauptgebiet des Fürstentums Waldeck beziehungsweise dem gleichnamigen Freistaat im Deutschen Reich mit Bad Arolsen als Hauptstadt (bis 1655 die Bergstadt Waldeck). 1929 wurde Waldeck in die preußische Provinz Hessen-Nassau eingegliedert. 1942 wurden die seit 1850 bestehenden drei Kreise Waldecks, Kreis der Eder (Kreisstadt Bad Wildungen), Kreis des Eisenbergs (Kreisstadt Korbach) und Kreis der Twiste (Kreisstadt Bad Arolsen), zum Kreis Waldeck vereinigt, mit Korbach als Kreisstadt. Im Jahre 1972 wurde der Landkreis Waldeck um die Stadt Volkmarsen aus dem aufgelösten Landkreis Wolfhagen vergrößert.
Der Landkreis Frankenberg hingegen gehörte historisch zu Hessen-Kassel, das von 1866 bis 1945 Teil von Preußen (Provinz Hessen-Nassau) war. Ihm wurde 1932 das Amt Battenberg angegliedert, welches bis dahin zusammen mit dem Amt Gladenbach den Kreis Biedenkopf bildete, der bis 1866 zu Hessen-Darmstadt gehört hatte und dann an Preußen gekommen war.
Die Grenze zwischen den beiden Altkreisen stellt auch heute noch eine kleine kulturelle Grenze dar. Die Benrather Linie verläuft annähernd zwischen den beiden Altkreisen und teilt den Kreis in einen niederdeutschen, waldeckischen und einen mitteldeutschen, hessischen Teil. Bei den evangelischen Kirchen ist der Kreis zwischen der Kirche von Kurhessen-Waldeck (Altkreise Waldeck und Frankenberg) und der Kirche von Hessen und Nassau (ehemaliges Amt Battenberg) geteilt. Bei der katholischen Kirche gehören das ehemals Waldecker Gebiet zum Erzbistum Paderborn, der Altkreis Frankenberg und die Kernstadt Volkmarsen zum Bistum Fulda und das ehemalige Amt Battenberg zum Bistum Limburg.

## Einwohnerentwicklung

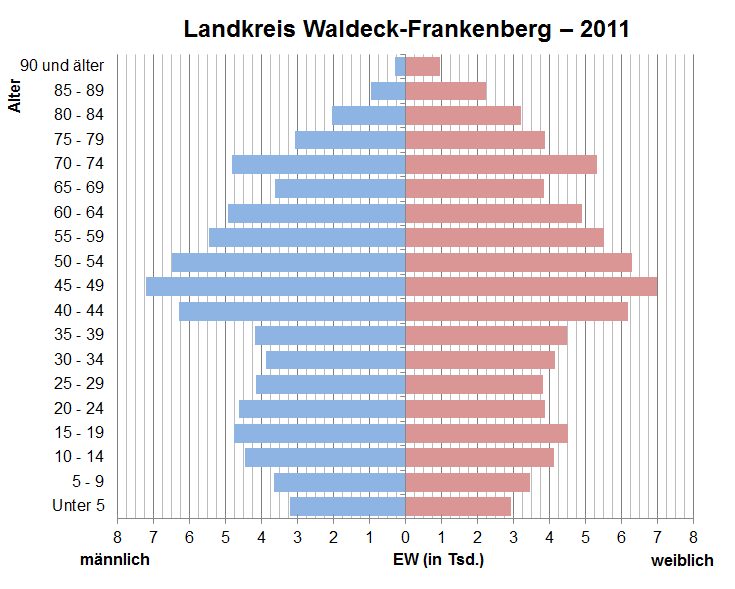
Bevölkerungspyramide für den Landkreis Waldeck-Frankenberg (Datenquelle: Zensus 2011)

| Jahr | Einwohner | Quelle |
| ---- | --------- | ------ |
| 1975 | 153.100   | [ 6 ]  |
| 1980 | 154.700   | [ 7 ]  |
| 1990 | 157.800   | [ 7 ]  |
| 2000 | 170.568   | [ 8 ]  |
| 2010 | 162.275   | [ 9 ]  |
| 2015 | 156.427   | [ 10 ] |
| 2021 | 156.513   | [ 11 ] |
| 2022 | 159.154   | [ 11 ] |

## Politik

### Kreistag
Die Kommunalwahl am 14. März 2021 lieferte folgendes Ergebnis, in Vergleich gesetzt zu früheren Kommunalwahlen:
| Diagrammdarstellung von Wahlergebnis und Sitzverteilung | Diagrammdarstellung von Wahlergebnis und Sitzverteilung                                                                                     |
| --- | --- |
| Wahl des Kreistags Waldeck-Frankenberg 2021Wahlbeteiligung: 52,6 % 3020100 28,225,514,413,98,47,02,7n. k. CDUSPDGrüneFWFDPAfDLinkePiratenGewinne und Verlusteim Vergleich zu 2016 %p 8 6 4 2 0 −2 −4 −6+0,2−5,6+6,2+2,6+1,5−4,3+0,1−0,6CDUSPDGrüneFWFDPAfDLinkePiraten | Sitzverteilung im Kreistag Waldeck-Frankenberg 2021Insgesamt 71 Sitze - Linke: 2 - SPD: 18 - Grüne: 10 - FW: 10 - CDU: 20 - FDP: 6 - AfD: 5 |

| Parteien und Wählergemeinschaften | Parteien und Wählergemeinschaften           | % 2021 | Sitze 2021 | % 2016 | Sitze 2016 | % 2011 | Sitze 2011 | % 2006 | Sitze 2006 | % 2001 | Sitze 2001 |
| CDU                               | Christlich Demokratische Union Deutschlands | 28,2   | 20         | 28,0   | 20         | 30,6   | 22         | 35,1   | 25         | 34,2   | 24         |
| SPD                               | Sozialdemokratische Partei Deutschlands     | 25,5   | 18         | 31,1   | 22         | 34,5   | 24         | 36,0   | 26         | 39,0   | 27         |
| Grüne                             | Bündnis 90/Die Grünen                       | 14,4   | 10         | 8,2    | 6          | 14,3   | 10         | 6,0    | 4          | 5,5    | 4          |
| FW                                | Freie Wähler                                | 13,8   | 10         | 11,3   | 8          | 10,0   | 7          | 11,6   | 8          | 10,9   | 8          |
| FDP                               | Freie Demokratische Partei                  | 8,4    | 6          | 6,9    | 5          | 5,9    | 4          | 7,3    | 5          | 6,6    | 5          |
| AfD                               | Alternative für Deutschland                 | 7,0    | 5          | 11,3   | 8          | —      | —          | —      | —          | —      | —          |
| Linke                             | Die Linke                                   | 2,7    | 2          | 2,6    | 2          | 2,3    | 2          | 1,7    | 1          | —      | —          |
| Piraten                           | Piratenpartei Deutschland                   | —      | —          | 0,6    | 0          | 1,1    | 1          | —      | —          | —      | —          |
| REP                               | Die Republikaner                            | —      | —          | —      | —          | 1,4    | 1          | 2,3    | 2          | 3,8    | 3          |
| Gesamt                            | Gesamt                                      | 100,0  | 71         | 100,0  | 71         | 100,0  | 71         | 100,0  | 71         | 100,0  | 71         |
| Wahlbeteiligung in %              | Wahlbeteiligung in %                        | 52,6   | 52,6       | 50,4   | 50,4       | 51,1   | 51,1       | 50,7   | 50,7       | 56,2   | 56,2       |

### Landrat und Kreisausschuss
Nach der hessischen Kommunalverfassung wird der Landrat für eine sechsjährige Amtszeit gewählt, seit dem Jahr 1993 in einer Direktwahl, und ist Vorsitzender des Kreisausschusses, dem im Landkreis Waldeck-Frankenberg neben dem Landrat hauptamtlich ein Erster Kreisbeigeordneter und ehrenamtlich zehn weitere Kreisbeigeordnete angehören. Landrat ist seit dem 1. Januar 2022 der parteiunabhängige Jürgen van der Horst, Er setzte sich gegen seinen Amtsvorgänger Reinhard Kubat (SPD), der sich um eine dritte Amtszeit beworben hatte, am 26. September 2021 im ersten Wahlgang bei 70,4 Prozent Wahlbeteiligung mit 51,12 Prozent der Stimmen durch.
Amtszeiten der Landräte
- 2022–2027 Jürgen van der Horst[18]
- 2010–2021 Reinhard Kubat (SPD)[19]
- 1998–2009 Helmut Eichenlaub (CDU)
- 1989–1997 Horst Bökemeier (SPD)

Kreisausschuss
Der Kreisausschuss ist als Kollegialorgan die Verwaltungsbehörde des Landkreises. Er besteht aus dem Landrat als Vorsitzenden, dem Ersten Kreisbeigeordneten und weiteren Kreisbeigeordneten. In der Praxis besteht die weit überwiegende Mehrheit des Kreisausschusses aus ehrenamtlichen Mitgliedern. Die Zahl der hauptamtlichen Kreisbeigeordneten darf die der ehrenamtlichen jedenfalls nicht übersteigen.
Der Kreisausschuss besorgt die laufende Verwaltung und wird von den Kreisbediensteten unterstützt. Diese stellt er ein, befördert und entlässt sie. Er trifft die Entscheidungen zu laufenden Verwaltungsangelegenheiten, bereitet gemeinsam mit der Verwaltung die Beschlüsse des Kreistags vor und führt diese aus. Er wirkt mit bei der Ausführung der Gesetze und Verordnungen innerhalb des Kreises, bei der Verwaltung des Vermögens, bei der Erstellung des Haushaltsplanes sowie bei der Überwachung des Kassen- und Rechnungswesens. Er tagt unter Vorsitz des Landrats in nicht-öffentlichen Sitzungen. An den Sitzungen des Kreistags nimmt der Kreisausschuss ohne Stimmrecht teil.
Die ehrenamtlichen Kreisbeigeordneten werden vom Kreistag in oder bald nach der konstituierenden Sitzung für die fünfjährige Wahlperiode bis zur nächsten Kommunalwahl in den Kreisausschuss gewählt. Für die Dauer ihrer Wahlzeit werden sie zu Ehrenbeamten ernannt und können zwar zurücktreten, aber im Gegensatz zu hauptamtlichen Kreisausschussmitgliedern nicht abgewählt werden. Die Stärke der im Kreistag vertretenen Fraktionen spiegelt sich grundsätzlich in der Zusammensetzung des ehrenamtlichen Kreisausschusses wider.
Die hauptamtlichen Kreisbeigeordneten werden vom Kreistag auf die Dauer von sechs Jahren als Wahlbeamte gewählt. Hier im Kreis gibt es zwei hauptamtliche Kreisausschussmitglieder:
- Landrat Jürgen van der Horst
- Erster Kreisbeigeordneter Karl-Friedrich Frese (CDU), seit 1. September 2017 im Amt und bis 31. August 2029 wiedergewählt[27]

Nach dem Geschäftsverteilungsplan des Landrats sind diese beiden als Dezernenten jeweils für einen Teil der Ämter und Fachbereiche der Kreisverwaltung zuständig.

### Hoheitszeichen

Flaggen
Hissflagge
Bannerflagge

Der Landkreis Waldeck-Frankenberg führt ein Dienstsiegel, ein Wappen sowie eine Hiss- und eine Bannerflagge.
| Wappen des Landkreises Waldeck-Frankenberg | Blasonierung: „Von Blau und Gold schräglinks geteilt; oben der wachsende, von Silber und Rot geteilte hessische Löwe, unten der schwarze achtstrahlige Waldecker Stern.“ |
| Wappen des Landkreises Waldeck-Frankenberg | Wappenbegründung: Der bunte Löwe als Wappentier der Stadt Frankenberg und der Landgrafschaft Hessen bzw. deren Nachfolgestaaten symbolisiert den südlichen Teil des Kreises, den ehemaligen Landkreis Frankenberg. Der Stern ist das Wappensymbol des ehemaligen Fürstentums Waldeck und wurde bereits im Wappen des Altkreises Waldeck geführt. |

## Wirtschaft
Der Landkreis gehörte und gehört heute teilweise immer noch zu den traditionell eher strukturschwächeren Gegenden Deutschlands. Speziell die abgelegenen Bergregionen des Uplandes waren bis zur ersten Hälfte des 20. Jahrhunderts noch von Armut betroffen. Dies drückt sich bis in die Gegenwart durch die verhältnismäßig geringe Bevölkerungsdichte von 84 Einwohnern pro Quadratkilometer aus; nach dem Vogelsbergkreis die zweitniedrigste im Land. Hier ist zu berücksichtigen, dass Waldeck-Frankenberg der mit Abstand flächengrößte Landkreis Hessens ist.
Insbesondere im Südkreis bei Frankenberg und in den Städten Korbach und Bad Arolsen haben sich jedoch ab den 1950er Jahren diverse Industriezweige entwickelt. Unter diesen ist größter Arbeitgeber im Kreis der Heiztechnikhersteller Viessmann mit Hauptsitz in Allendorf (Eder), welcher weltweit über 12.000 Mitarbeiter beschäftigt, davon allein 4000 in Allendorf, oder der international bekannte Möbelhersteller Thonet und das Druck- und Spritzgußwerk Hettich in Frankenberg sowie dort auch einige weltweit führende mittelständische Unternehmen im Bereich der sogenannten Heißkanaltechnik. Ein bedeutender Betriebszweig ist neben der Möbel- und Kunststoff- zudem die Gummiindustrie. Der größte Arbeitgeber im Nordkreis ist das Reifenwerk der Continental AG in Korbach mit rund 3400 Mitarbeitern am Standort. Insgesamt arbeiten im Kreis 42 % der Beschäftigten im produzierenden Gewerbe. Land- und Forstwirtschaft spielen in dem ländlich geprägten Kreis immer noch eine große Rolle: 784 km² der Kreisfläche werden landwirtschaftlich genutzt, 843 km² sind Waldflächen. Damit beträgt dieser Anteil insgesamt 88 % der gesamten Kreisfläche. In der Landwirtschaft sind allerdings nur noch 572 Einwohner als Angestellte bei insgesamt 2220 landwirtschaftlichen Betrieben beschäftigt, was nur etwas mehr als ein Prozent der Gesamtangestellten darstellt.
Die fünf Mittelzentren Korbach, Bad Arolsen, Bad Wildungen, Frankenberg und Allendorf/Battenberg sind auch wichtige Standorte für das Dienstleistungsgewerbe; ein bedeutender Bestandteil hiervon ist der Tourismus. Die Ferienregion Waldecker Land (unter der auch der Altkreis Frankenberg mitvermarktet wird) zählt zu den wichtigsten Urlaubsregionen Hessens und lockt Besucher aus dem ganzen Bundesgebiet, vor allem aus dem benachbarten Nordrhein-Westfalen sowie aus historischen Gründen auch aus den Niederlanden an, da die Urgroßmutter der ehemaligen niederländischen Königin Beatrix, Emma zu Waldeck und Pyrmont, aus dem waldeckischen Fürstenhaus stammte. Im hessischen Upland spielt Wintersport eine große Rolle, insbesondere Willingen kommt als Austragungsort des Skisprung-Weltcups eine wichtige Rolle zu. Das übrige Kreisgebiet, vor allem aber die Orte an den großen Stauseen, wird hauptsächlich im Sommer besucht. Der Edersee spielt eine wichtige Rolle als Naherholungsgebiet für das 40 km entfernte Kassel und auch die Stadt Marburg. Aufgewertet wurde dies durch die Einrichtung des Nationalparks Kellerwald-Edersee im Jahr 2004. Auch die historischen Innenstädte mit vielen Fachwerkbauten sind von Interesse; Korbach und Bad Arolsen liegen an der Deutschen Fachwerkstraße. Ergänzt wird dieses Angebot durch die Möglichkeit, die vielen Burgen und Schlösser im Altkreis Waldeck zu besichtigen, allen voran das Residenzschloss in Bad Arolsen, welches im 18. Jahrhundert nach dem Vorbild von Versailles errichtet wurde, und das Schloss Waldeck.
Im Zukunftsatlas 2016 belegte der Landkreis Waldeck-Frankenberg Platz 258 von 402 Landkreisen, Kommunalverbänden und kreisfreien Städten in Deutschland und zählt damit zu den Regionen mit „ausgeglichenem Chancen-Risiko-Mix“ für die Zukunft.

## Verkehr
Nur im äußersten Norden hat der Landkreis einen direkten Anschluss an das deutsche Autobahnnetz: in der Gemeinde Diemelstadt verbindet die Auf- und Abfahrt 64 die B 252 mit der A 44. Im Südosten verläuft die A 49 in der Nähe des Kreisgebietes. Der geplante Lückenschluss der A 4 zwischen dem westlichen und östlichen Teil soll durch den Südteil des Landkreises verlaufen. Bis in die 1970er Jahre war eine Verlängerung der A 5 von Gießen nach Bremen im Gespräch, die den Landkreis in Nord-Süd-Richtung erschlossen hätte. Diese Aufgabe hat heute die Bundesstraße B 252, die Marburg über Frankenberg, Korbach und Bad Arolsen mit Warburg und Paderborn verbindet und dabei im Kreisgebiet mit aktuell nur noch sechs Ortsdurchfahrten (Ernsthausen, Bottendorf, Herzhausen, Dorfitter, Berndorf und Twiste) auf ihrem gesamten Verlauf im Kreis verhältnismäßig gut ausgebaut ist.
Anfang 2013 stellte das Bundesverkehrsministerium nach jahrzehntelanger Planung Mittel für den Bau einer B 252 neu zur Verfügung, welche langfristig sämtliche Ortsdurchfahrten zwischen Marburg und Frankenberg umgehen wird und somit zum einen die Bevölkerung entlasten, aber auch eine bessere Anbindung an Mittel- und Südhessen gewährleisten sowie der Wirtschaft in der Region zugutekommen soll. Das Projekt wird von Hessen Mobil durchgeführt. Weitere Bundesstraßen im Kreisgebiet sind die B 236, die von Münchhausen beginnend über Battenberg und Bromskirchen den Kreis durchquert, die B 251 von Kassel über Waldeck, Korbach, Willingen nach Brilon, die B 253 von Bad Wildungen über Frankenberg, Battenberg nach Dillenburg, die B 450 von Fritzlar und Wolfhagen nach Bad Arolsen und die B 485 von Bad Wildungen nach Waldeck bis zum Stadtteil Sachsenhausen.
Im Landkreis liegen die Bahnstrecken Warburg–Sarnau, Wega–Brilon Wald und die Strecke Wabern–Bad Wildungen. Aufgrund der starken Konkurrenz durch den Individualverkehr wurden die Strecken Bad Berleburg–Allendorf und Nuttlar–Frankenberg bereits vor einigen Jahrzehnten stillgelegt, wie auch im Jahr 1995 der Abschnitt Wega–Korbach der Strecke Wega–Brilon Wald wegen der Sanierungsbedürftigkeit des Buhlener Viadukts. Auf Teilen der letzteren verläuft heute der Ederseebahn-Radweg.
Neben dem Linienbusverkehr im Landkreis Waldeck-Frankenberg ergänzt das Anruf-Sammel-Taxi Waldeck-Frankenberg den öffentlichen Personennahverkehr. Es fährt nach telefonischer Anmeldung wie ein gewöhnlicher Linienbus.

## Gemeinden
(Einwohner am 31. Dezember 2023)
| Städte 1. Bad Arolsen (15.901) 2. Bad Wildungen (17.302) 3. Battenberg (Eder) (5.545) 4. Diemelstadt (5.140) 5. Frankenau (2.780) 6. Frankenberg (Eder) (17.696) 7. Gemünden (Wohra) (3.565) 8. Hatzfeld (Eder) (2.931) 9. Korbach, Hansestadt (23.130) 10. Lichtenfels (4.095) 11. Rosenthal (2.052) 12. Volkmarsen (6.519) 13. Waldeck (6.845) | Weitere Gemeinden 1. Allendorf (Eder) (7.388) 2. Burgwald (4.952) 3. Diemelsee (4.500) 4. Edertal (6.223) 5. Haina (Kloster) (3.271) 6. Twistetal (4.167) 7. Vöhl (5.469) 8. Willingen (Upland) (5.664) |

## Kfz-Kennzeichen

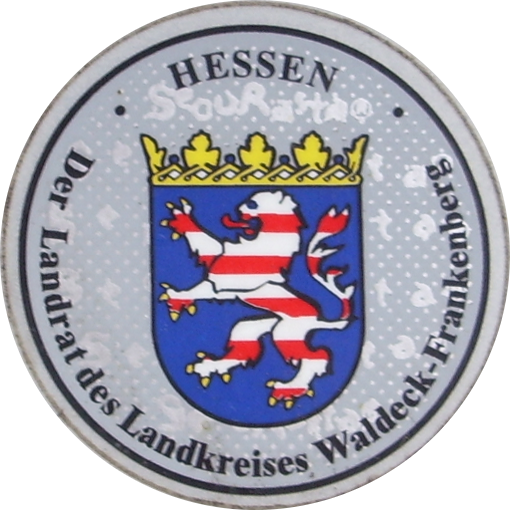
Stempelplakette des Landkreises Waldeck-Frankenberg

Am 1. Januar 1974 wurde dem Landkreis das neue Unterscheidungszeichen KB zugewiesen. Es ist von der Kreisstadt Korbach hergeleitet und wird durchgängig bis heute ausgegeben.
Bis in die 1990er Jahre erhielten Fahrzeuge aus den Teilkreisen besondere Erkennungsnummern:
| Gebiet                                       | Buchstaben | Zahlen      |
| -------------------------------------------- | ---------- | ----------- |
| Teilkreis Korbach                            | A bis Z    | 1 bis 9999  |
| Teilkreis Korbach                            | AA bis ZZ  | 1 bis 99    |
| Teilkreis Frankenberg ohne die Gemeinde Vöhl | AA bis AZ  | 100 bis 999 |
| Teilkreis Frankenberg ohne die Gemeinde Vöhl | DA bis LZ  | 100 bis 999 |
| Gemeinde Vöhl im Teilkreis Frankenberg       | CA bis CZ  | 100 bis 999 |

Seit dem 4. November 2013 sind zudem im Rahmen der Kennzeichenliberalisierung wieder die Unterscheidungszeichen FKB (Frankenberg (Eder)) und WA (Waldeck) erhältlich.